# 四季豪園

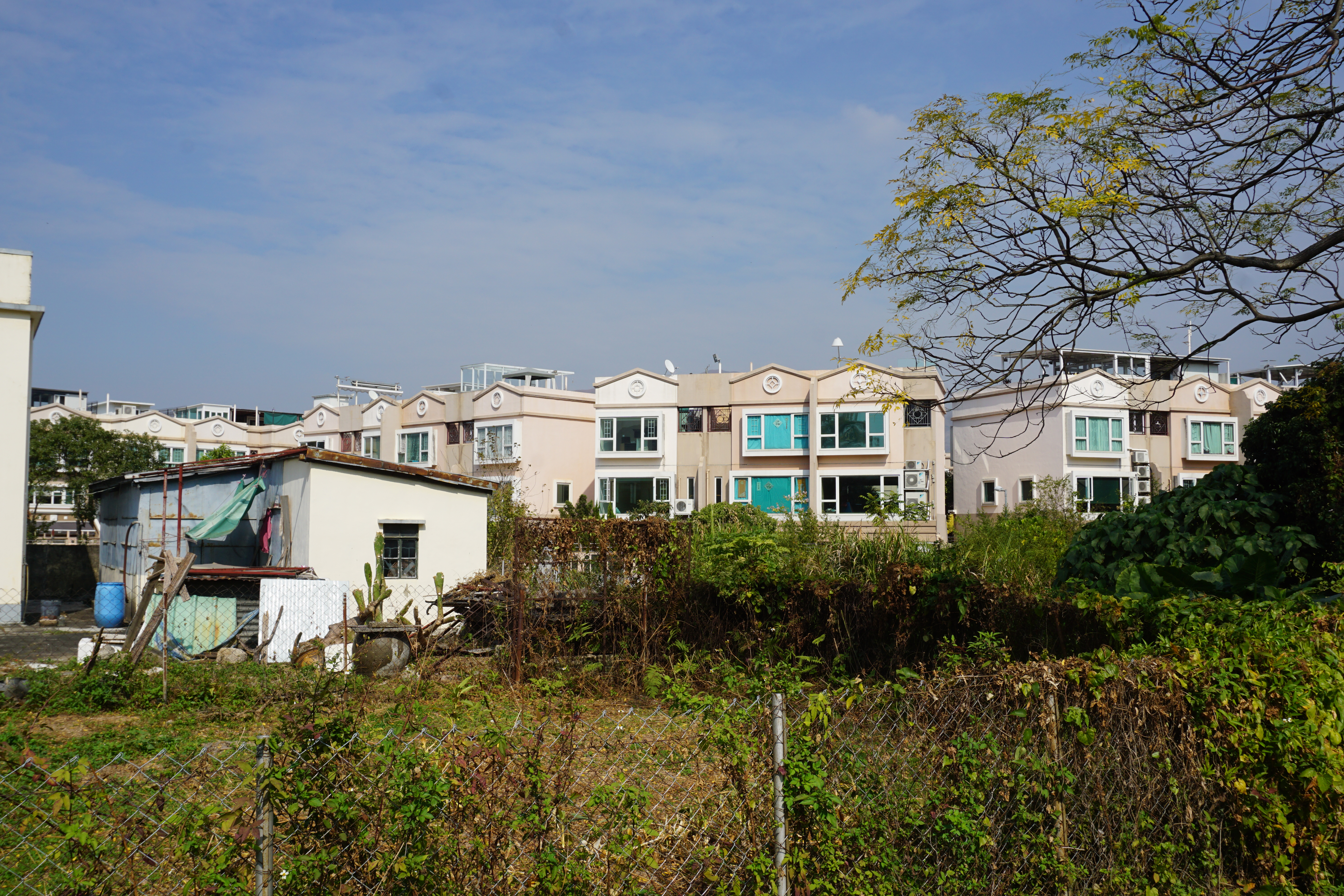
四季豪園

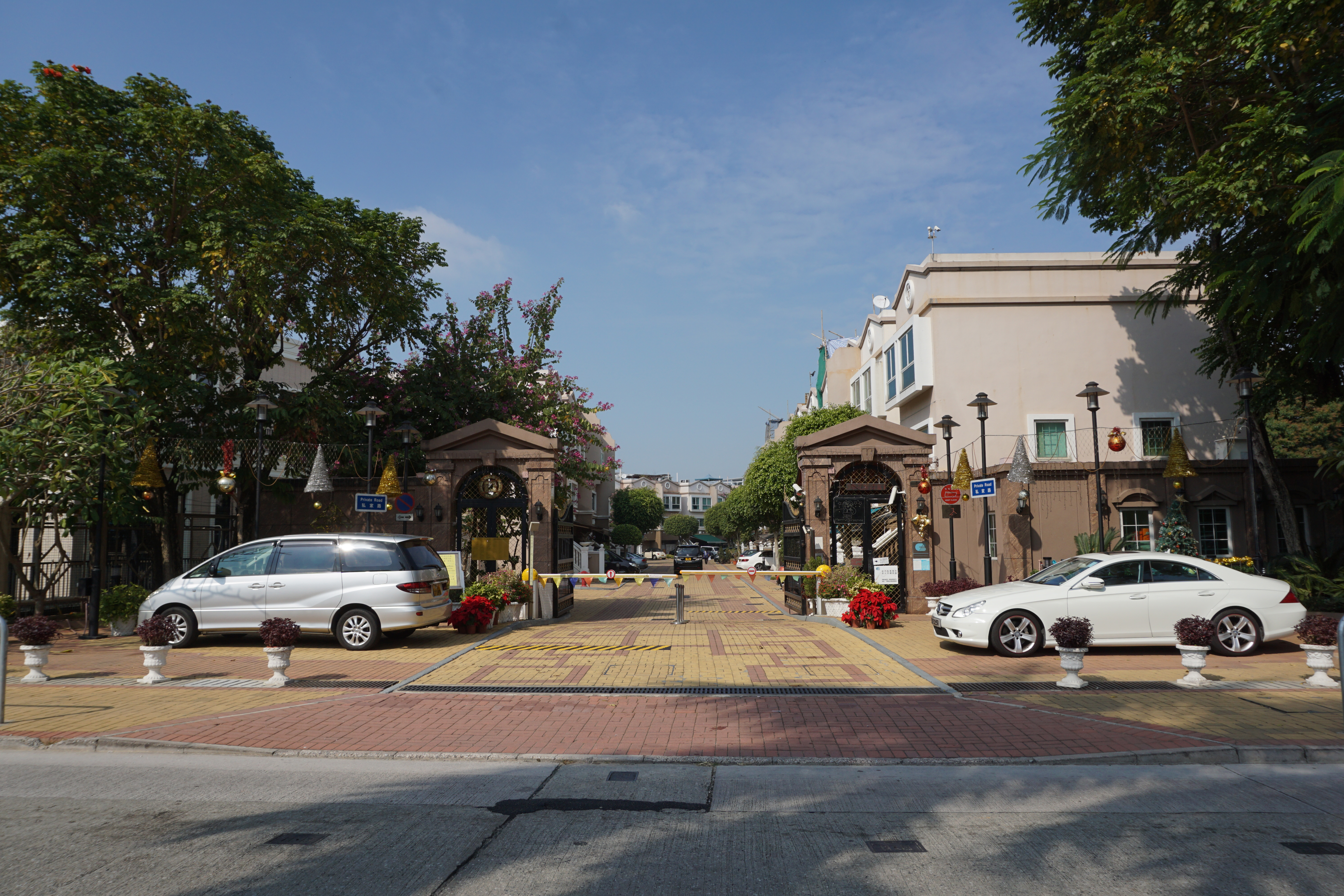
四季豪園入口

四季豪園（英語：Seasons Palace）是位於香港新界錦上路的一個住宅大廈，擁有104座3層高曼克頓複式洋房，由長江實業發展，2006年9月至12月入伙。

## 實用面積事件
在業主入伙時，2700平方呎的洋房中，建築面積包含前後花園、開放式車庫和天台，所以洋房內部的實用面積只有800多呎，實用率更是只有29%至42%，被確定為至今全香港實用率最低的樓盤，令社會各界嘩然。由同一發展商發展的四季名園亦有類似情況。 

## 外部連結
- 長江集團（页面存档备份，存于）